# Alsócsernátoni református templom
Az alsócsernátoni református templom a község központjában egy enyhe magaslaton áll. Az épülettől délkeletre a közel 20 méter magas, impozáns harangtorony emelkedik, amely a régi kaputorony kései utódja. A templom a romániai műemlékek jegyzékében a CV-II-a-A-13175 sorszámon szerepel. A templomot övező várfal maradványai az északi oldalon 35 méter hosszúságban láthatók, déli felén gyülekezeti terem kapott helyet. Az alsócsernátoni Damokos család évszázadokon keresztül jelentős adományokat tett a templomnak, amelyben több tagja van eltemetve.
Orbán Balázs feljegyzése szerint:
„Ez egyháznak Felvidéken mindenüvé ellátszó tornya legmagasabb Háromszék minden tornyai közt, pedig az csak törpített kiadása a régi toronynak, mely Erdély legmagasabb tornya volt egykoron."

## A templom története
Az egyházközséget először 1332-ben említették a pápai tizedjegyzékben Churucun, Kuruakun néven.
1567-ben Alsó Chernaton, 1580-ban Chernaton vára formában fordul elő a korabeli dokumentumokban.
1332-ben plébániatemploma volt, abban az évben a pápai tizedjegyzék szerint 5 ezüstöt, 1334-ben 32 banálist fizettek.
A település középkori temploma a 15. század végén, vagy a 16. század első évtizedében épülhetett, valószínűleg egy még korábbi épület helyén. A források szerint 4 öl széles, 17 öl hosszú volt, boltozatos szentéllyel és hajóval.
1680-ban a középkori templomot átépítették, így a formája  részben megváltozott.
A mai templom 1680-1700 között épült, kelet-nyugati tájolással, a már súlyosan megrepedezett középkori templom helyére.  A régiből mindössze 5-6 méternyi falszakaszt hagytak meg az északi oldalon, amelyet az új épület falába olvasztottak be.
1836-ban a templomot nagy tűzvész pusztította, a helyreállítás során a gótikus stílusjegyek megsemmisültek, csupán néhány reneszánsz emlék maradt fenn. 
Az 1904-es javítások alkalmával az északi fal bejáratát elfalazták, a déli oldalon új bejáratot nyitottak.
A műemléktemplomot 15-16. században magas várfal  vette körül, amelyeknek egy része még ma is áll. A várfalak megvédték a templomot az 1658. és 1661. évi tatárbetörések ostromától, a csodával határos módon megmentve az ide menekült népet.
Az alsócsernátoni református templom egykor Erdély legmagasabb tornyú temploma volt, az 1836. évi tűzvész után eredeti magasságába nem állították vissza.
Történetét legrészletesebben Orbán Balázs ismertette 1869-ben, építéstörténetével napjainkban  Kónya Ádám foglalkozott.

## A templom leírása

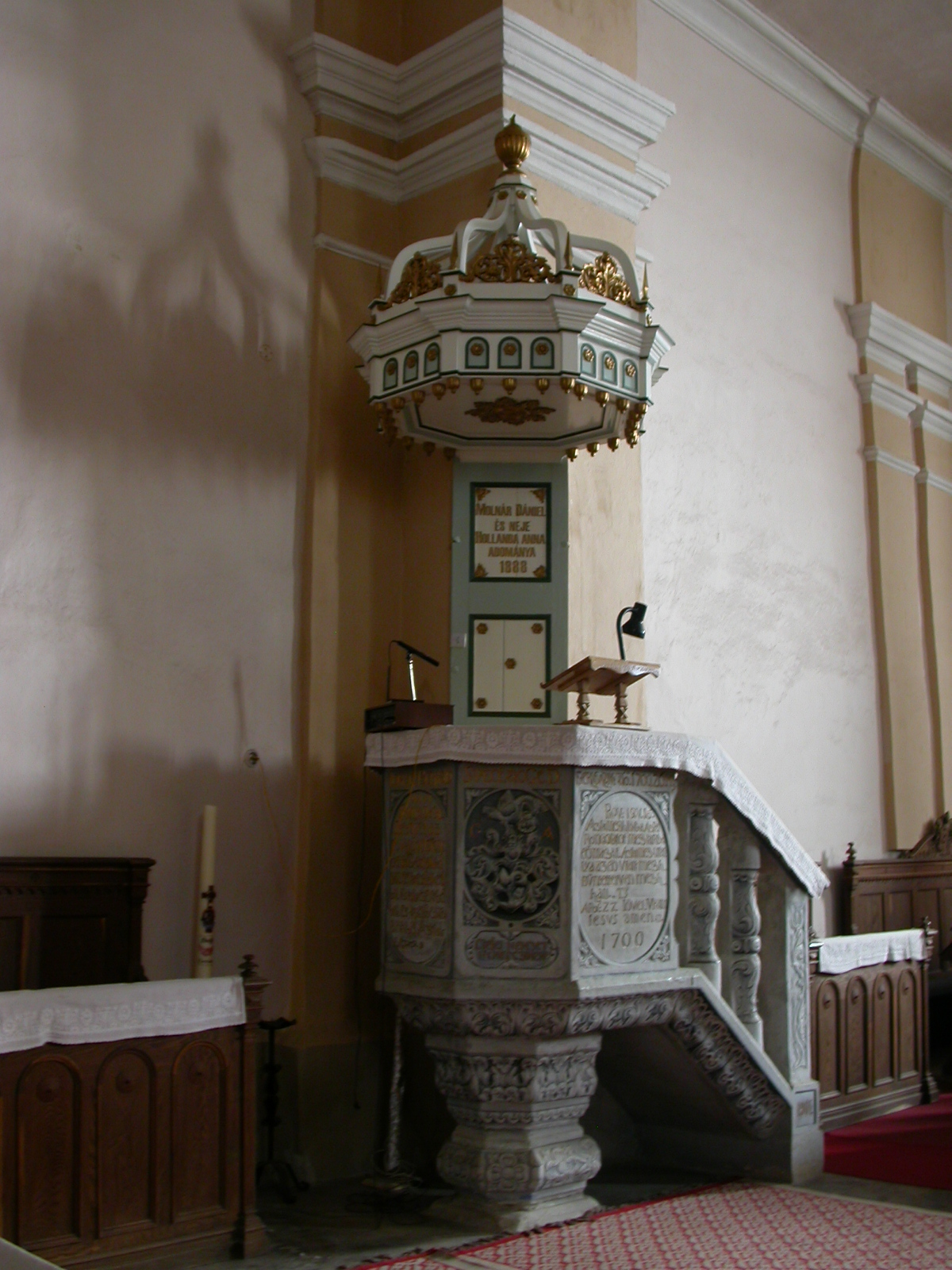
Szószék

A kelet-nyugat tájolású templom mai formájában téglalap alaprajzú, déli oldalán  portikusszal, nyugaton karzatfeljáróval, nyeregtetővel. A támpillérekkel erősített déli falon öt ablak látható. Az északi oldal támpillértől támpillérig nyúló ívsora a középkori templom egykori védelmi emeletére  utal.
A késő barokk stílusú műemléktemplom belseje egyszerű díszítés nélküli. Orgonája 1872-ben készült, építője Kolonits István. A hajó első padsorának mellvédjét 18. századi virágos festés borítja. A templom értékes tárgyai közé tartoznak a  18. századi ón úrasztali edények.
Berendezéséből figyelemreméltó a Cseffei-család címerével ellátott, gazdagon faragott kő szószéke, a virágos reneszánsz jelentős emléke, amelyet 1700-ban Bernáld János lófő készíttetett. A szószék mellvédjének tábláin ovális keretbe foglalt bibliai idézetek és székely nemesi családcímerek vannak. A dúsan díszített ornamentikájának gyakran előforduló eleme a háromszirmú virág. Szép, áttört lépcsőkorlátja eredeti állapotában maradt meg.
A szószék előtti térségben álló asztal fehér márványból készült, amely szintén a Damokos család adománya.

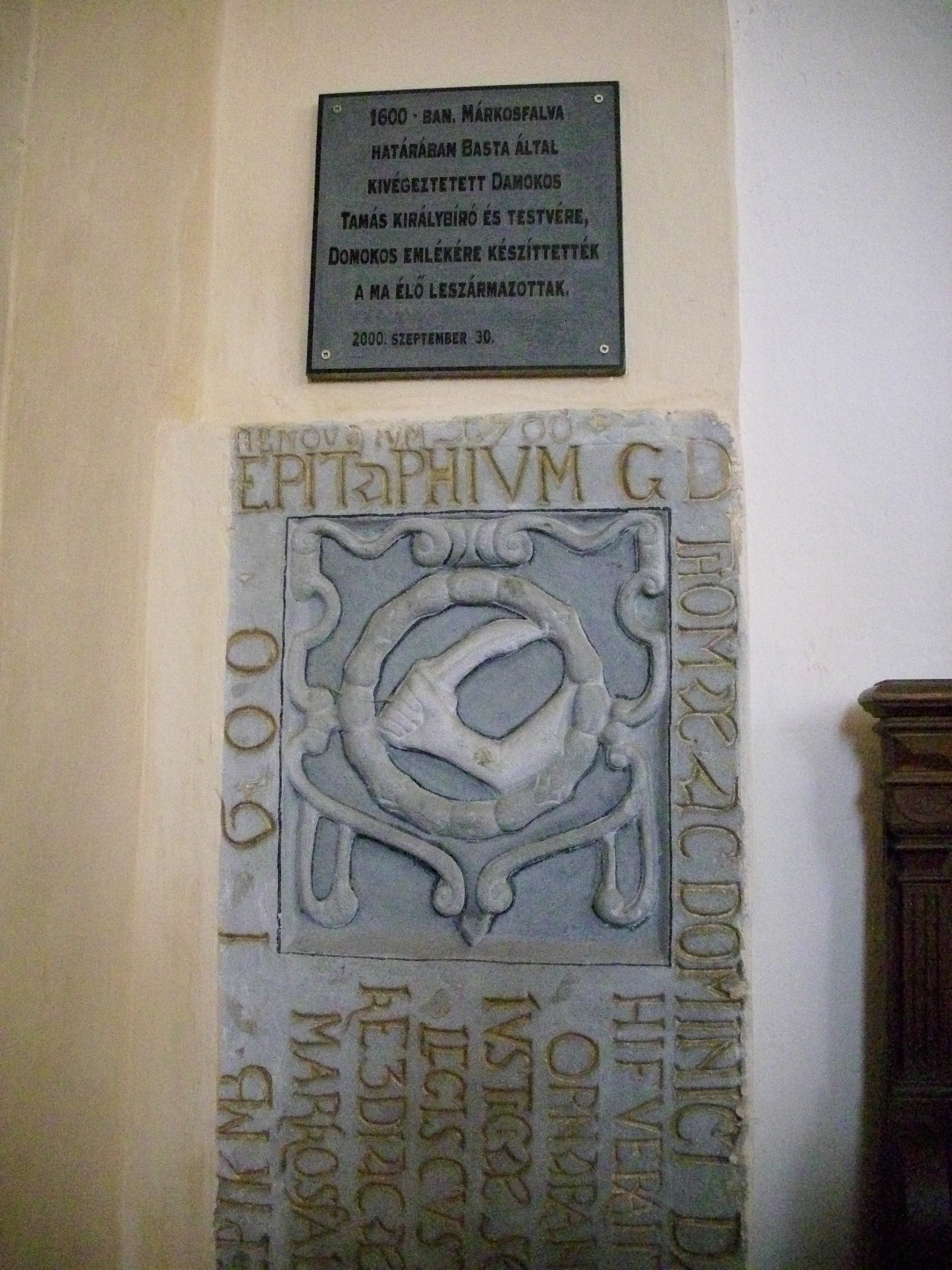
Damokos Tamás és Damokos Domokos sírköve

A szószék mellett a vértanú Damokos Tamás és Damokos Domokos átaranyozott feliratú sírköve látható, amelyen az alábbi felirat olvasható:
„Epitaphium G(enerose) D(omine) Thomae ac Dominici Damokos, qui bona spe(ro) in Domini Quieverunt 20. septemb(ris) 1600", vagyis „Kegyelmes Damokos Tamás és Domokos sírköve, akik nyugosznak jó reménységgel Istenben 1600. szeptember 20."
A középső rész felső felében a Damokos család címere, az indával körülvett gyűrűben szablyát tartó kar látható. Az alatta lévő részen néhány soros latin nyelvű vers olvasható, amely a Damokos család nemesi származására utal.

## A templom tornya és várfala
A napjainkban látható újjáépített harangtorony 20 méter magas, amelynek sem belsején, sem külső falain középkori részlet nem fedezhető fel.  Eredetileg három emeletes lehetett, keskeny, magas lőrésekkel és erkélyes, nyitott toronysisakkal. A 18. században a kaputornyot 27 ölesre magasították, zsindellyel fedett sisakját pedig fióktornyokkal látták el.
1830-ban a harangtornyot villámcsapás érte, amikor leégett és harangjai is megolvadtak.  Az új tornyot 1835-ben kezdték építeni, de  1838-ban földrengés miatt ismét megrongálódott. Felső része megrepedezett, amelyet újraépítettek és az így befejezett klasszicista torony ma az egyik legszebb arányú és felépítésű harangtorony Háromszéken.
A harangtoronytól délnyugatra egy  vastag falú gyülekezeti terem áll, amely részben az egykori déli védőtorony alapjaira épült. Ettől nyugatra az egykori várfal vonalát követő keskeny, későbbi eredetű kőfal húzódik.
A templomot övező ovális alaprajzú várfal 35 méter hosszú szakasza az északi és a déli oldalon épségben fennmaradt. Bejárata egykor a kaputorony alatt nyílott, a déli és az északi oldal védelmét egy-egy négyzet alaprajzú védőtorony biztosította.
A templom délnyugati sarkával szemben az eredeti fal alig 1 méter magasságig visszabontott maradványa látható. Az épület északnyugati sarkával átellenben a várfal ennél magasabb, az egykori védőfolyosó szintjéig emelkedik.
Az északnyugati saroktámmal egyvonalban a védőfal eredeti magasságban áll, azt követően harangtoronyig csupán az alapkövek jelzik a fal egykori vonalát.
Az épségben megmaradt 35 méter hosszú északi falszakasz  megőrizte az egykori védőfal felépítését, méreteit és védműveit. A várfal vastagsága az alapnál 1,80 méter.
A fal udvar felőli oldalain párkány fut körbe, amelyre az egykori védőfolyosó támaszkodott. A 90 centiméter vastag mellvéd falát fordított kulcslyuk alakú lőrések törik át, amelyeknek befelé szélesedő fülkéjét szemöldökkövek zárják le. A lőrés külső oldalát téglából rakták, abból alakították ki a kulcslyuk alakú nyílást.
A várfal magassága kívülről 7-8 méter, a feltöltődött udvar felőli rész  alacsonyabb. Azon a részen a várfalat öt vaskos, vakolattal borított támpillér támasztja, amelyeket vízvető nélkül, rézsűsen építettek és a falak pereméig érnek.
A várfal nagyobb részét és északi oldalán álló védőtornyát 1888-ban bontották le.  A korabeli dokumentumok szerint a bejárat előtt egykor egy kisebb elővár is állott és  a két védőtornyot az udvar felé lejtő félnyeregtető fedte.

## Külső hivatkozások
- Kovászna megye honlapja. Alsócsernáton[halott link]